# Saaler Bodden
Saaler Bodden er en fjord eller lagune, der udgør den sydvestlige del af Darß-Zingster Boddenkette. Den ligger øst for halvøen Fischland omkring 30 km nordøst for Rostock ved Tysklands Østersøkyst. Den gennemsnitlige dybde er på omkring 2 meter.
Syd for Saaler Boddens ligger byen Ribnitz-Damgarten, som er delt af udmundingen af den 72 km lange flod Recknitz. Denne sydlige del kaldes Ribnitzer See. 
I nordøst udgør Koppelstrom overgangen til Bodstedter Bodden. To tidligere udløb til Østersøen, Permin og Loop har siden det 14. århundrede været lukket til. 
Vandet i Saaler Boddens er svagt saltholdigt (1-3 promille).
54°18′N 12°30′Ø / 54.3°N 12.5°Ø